# Acalypha lagopus
Acalypha lagopus é uma espécie de flor do gênero Acalypha, pertencente à família Euphorbiaceae.